# Владимир (имя)
Влади́мир (др.-рус. Володимѣръ, церк.-слав. Влади́мїръ) — славянское мужское имя. Имеется женский вариант — Владими́ра. Первый известный носитель имени — болгарский князь Владимир.

## Этимология
Титмар Мерзебургский в начале XI века писал: «Имя названного короля [ Владимира Святославича ] несправедливо переводится как „власть над миром“».
Согласно Этимологический словарю славянских языков, имя восходит к праслав. *Voldiměrъ.
Нынешний вид в русском языке с огласовкой -ла- (Владимир вместо др.-рус. Володимѣръ) имя приобрело под влиянием церковнославянского языка (церк.-слав. Владимѣръ). Согласно лингвисту Максу Фасмеру, первая часть имени связана с существительным церк.-слав. владь «власть» (древнерусская же форма имени связана с др.-рус. володѣти), тогда как вторая часть родственна гот. -mērs («великий»), др.-греч. ἐγχεσίμωρος («знаменитый [своим] копьём»), др.‑ирл. mór, már («большой, великий»). Таким образом, Фасмер толкует значение имени Владимир как «великий в своей власти». Согласно Ф. Б. Успенскому и А. Литвиной, Владимир — двусоставное имя, сходное как с теми именами, которые носила знать из окружения Рюриковичей в X—XI веках, так и с теми, что использовались в правящих династиях других славянских стран. По их мнению, имя Владимир состоит из двух основ: славянской влад и древнегерманской -mer. Исходя из этой версии, в русском языке, согласно принципам народной этимологии, вторая часть имени (-мѣръ) была переосмыслена под влиянием существительных миръ («спокойствие»), міръ («вселенная»), и значение имени стало восприниматься как «владеющий миром». Ко времени жизни Владимира Святославича основа «-мѣръ» не только славянам, но и германцам представлялась семантически прозрачной и связанной со славянским «мир», «покой», а само имя понималось как аллегорическое противопоставление между сиюминутной властью и вечным миром (покоем).
Происхождение компонента «-мѣръ» вызывает некоторые споры. Так, А. В. Назаренко, будучи антинорманистом, считает, что данный компонент имеет славянское происхождение и рассматривает восточнолехитскую форму *Vlodimer как близкую к древнерусскому имени Володимѣръ. По мнению А. В. Назаренко, у славян антропонимическая модель со вторым компонентом ~měrъ/~mirъ относится к числу наиболее употребительных среди знати; в вышедших к настоящему времени выпусках «Этимологического словаря славянских языков» (ЭССЯ, 1—26) учтено не менее двух десятков личных имён со вторым компонентом -~měrъ/~mirъ.
Анджей Поппэ считает, что имел место обратный процесс (из славянского «-мир» в германский «-мер»).
А. Шапошников отмечает, что славянские словообразования на -мир-/-мер- обнаруживают параллели с ономастическими реликтами готского племенного союза III—V века и могут быть наследием позднепраславянской эпохи. В свою очередь, А. А. Зализняк полагает, что второй компонент имени имеет германское происхождение.
К имени Владимира Святого восходит лит. valdýmieras. Вариант Вальдемар (нем. Waldemar, дат., швед. Valdemar) является уже заимствованием славянского имени в германские языки, на что указывает компонент -мар и наличие звонкого -д-, как и в славянском имени.

## История
Изначально «Владимир» («Володимер») было языческим именем. В дальнейшем, после Крещения Руси в 988 году, её население постепенно перешло на христианские — древнееврейского, греческого и латинского происхождения — имена. Но имя «Владимир» сохранилось, так как князь Владимир Святославич крестил Русь, был почитаем, а позднее канонизирован. На протяжении долгого времени имя использовалось исключительно среди князей Рюриковичей (равно как и имена Мстислав, Ярослав, Рюрик, Святослав). Имя «Владимир», несмотря на существование святого, появляется за пределами княжеской семьи достаточно поздно — лишь в XIV веке.
Полногласная форма имени Володимир является восточнославянской адаптацией. Начиная с XI века на Руси в церковных, летописных, эпиграфических источниках имя встречается в полногласном виде. На древнерусских монетах форма имени выступает как неполногласное Владимир. Однако, по мнению А. В. Поппэ, это связано с тем, что резчиками были представители южных славян, скорее всего болгары.
До второй половины XIX века имя Владимир встречалось относительно редко.
В германских языках имени Владимир соответствует форма Valdemar/Waldemar, заимствованная из славянских языков. Долгое время «Вальдемар» являлось династическим именем датских и норвежских князей.

## Именины
- Православные (даты даны по григорианскому календарю)[19]: 21 января, 24 января, 31 января, 5 февраля, 7 февраля, 10 февраля, 12 февраля, 16 февраля, 26 февраля, 3 марта, 7 марта, 21 марта, 25 марта, 3 апреля, 6 апреля, 4 июня, 20 июня, 10 июля, 28 июля, 13 августа, 27 августа, 2 сентября, 7 сентября, 9 сентября, 13 сентября, 15 сентября, 16 сентября, 1 октября, 4 октября, 9 октября, 17 октября, 21 октября, 30 октября, 3 ноября, 4 ноября, 5 ноября, 16 ноября, 25 ноября, 3 декабря, 5 декабря, 10 декабря, 15 декабря, 22 декабря, 26 декабря, 29 декабря, 31 декабря

## Иноязычные аналоги
- укр. Володимир [Володымыр]
- бел. Уладзімір [Уладзимир]
- пол. Włodzimierz [Влодзимеж]
- чеш. Vladimír
- словац. Vladimír
- серб. Владимир
- болг. Владимир
- нем. Waldemar
- дат. Valdemar
- чув. Улатимĕр [Уладимер]
- хорв. Vladimir
- тат. Buladämir, Bulatämir, Булатәмир, Буладәмир
- груз. ლადო [Ладо]
- мар. Лайд, Ла́ймыр, Лайде́мыр [Лаймр, Лайдэмр]
- коми Володь, Ладе
- удм. Лади, Вова, Вовик, Ладьмер

## Носители имени

### Князья
- Владимир (князь полоцкий), Вальдемар (?—1216) — князь Полоцкий (1184—1216).
- Владимир (князь Оломоуца) — князь Оломоуцкий в 1189—1192 и с 1194 года.
- Владимир Александрович (Романов; 1847—1909) — великий князь, сын Александра II и императрицы Марии Александровны.
- Владимир Андреевич (князь ростовский) — последний князь ростово-борисоглебский.
- Владимир Андреевич (князь старицкий) — князь старицкий, двоюродный брат Ивана Грозного.
- Владимир Андреевич Храбрый — князь серпуховский и боровский.
- Владимир Володаревич — князь пшемысльский, первый князь единого Галицкого княжества.
- Владимир Всеволодович (князь стародубский) — князь стародубский.
- Владимир Всеволодович Мономах — великий князь киевский.
- Владимир Глебович (князь пронский) — князь пронский.
- Владимир Дмитриевич — князь пронский.
- Владимир Василькович — князь волынский.
- Владимир Игоревич (Владимир Новгород-Северский) — князь Путивльский, Новгород-Северский, Галицкий.
- Владимир Кириллович — см.: великий князь Романов, Владимир Кириллович.
- Владимир Константинович — первый князь углицкий.
- Владимир Львович (ум. 1340) — последний представитель династии Рюриковичей на галицко-волынском престоле по мужской линии.
- Владимир Мстиславич (князь киевский) — великий князь киевский.
- Владимир Мстиславич (князь псковский) — князь псковский, сын Мстислава Ростиславича Храброго.
- Владимир Ольгердович — князь киевский.
- Владимир Расате — князь Болгарии.
- Владимир Рюрикович — великий князь киевский.
- Владимир Святославич (Красно Солнышко, Святой, Креститель, Владимир I) — великий князь киевский.
- Владимир Святославич (князь рязанский) — князь рязанский.
- Владимир Ярославич (князь галицкий) — князь галицкий.
- Владимир Ярославич (князь новгородский) — князь новгородский.
- Владимир Ярославич — князь пронский, см.: Владимир Дмитриевич.

### Церковные деятели
- Владимир (Агибалов)
- Владимир (Алявдин) (1791—1845) — архиерей Русской православной церкви, архиепископ Тобольский и Сибирский
- Владимир (Бирюков) (род. 1966) ― архиерей Русской православной церкви, епископ Каинский и Барабинский
- Владимир (Благоразумов)
- Владимир (Боберич)
- Владимир (Богоявленский) (1848—1918) — митрополит Киевский и Галицкий (1915—1918)
- Владимир (Волков) (1878—1938) — архимандрит Русской православной церкви, преподобномученик.
- Владимир (Гетте)
- Владимир (Горьковский)
- Владимир (Загреба) (1870—1938) — иеромонах Русской православной церкви, преподобномученик.
- Владимир (Иванов) (1898—1957) — архиерей Русской православной старообрядческой церкви в Румынии.
- Владимир (Иким) (род. 1940) — архиерей Русской православной церкви, митрополит Омский и Таврический (2011—2023)
- Владимир (Каллиграф)
- Владимир (Кантарян) (род. 1952) — митрополит Кишиневский и всея Молдавии, предстоятель самоуправляемой Православной церкви Молдовы Московского патриархата
- Владимир (Кириллов)
- Владимир (Кобец) (1884—1960) — архиепископ Житомирский и Овручский Русской православной церкви.
- Владимир (Ковбыч)
- Владимир (Котляров) (1929—2022) — митрополит Санкт-Петербургский и Ладожский (1995—2014)
- Владимир (Маланчук)
- Владимир (Маштанов)
- Владимир (Мельник)
- Владимир (Михейкин)
- Владимир (Мороз)
- Владимир (Нагосский)
- Владимир (Никольский)
- Владимир (Орачёв)
- Владимир (Петров) (1828—1897) — архиепископ Казанский и Свияжский
- Владимир (Пищулин)
- Владимир (Путята)
- Владимир (Раич) (1882—1956) — епископ Рашско-Призренский Сербской православной церкви.
- Владимир (Репта) (1842—1926) — митрополит Буковинско-Далматинский Румынской православной церкви
- Владимир (Романюк) (1925—1995) — предстоятель Украинской православной церкви Киевского патриархата.
- Владимир (Сабодан) (1935—2014) — предстоятель Украинской православной церкви Московского патриархата.
- Владимир (Самохин) — архиерей Русской православной церкви, митрополит Донецкий и Мариупольский.
- Владимир (Сеньковский) (1845—1917) — епископ Православной российской церкви, духовный писатель.
- Владимир (Соколовский-Автономов) (1852—1931) — архиерей Русской православной церкви, архиепископ Екатеринославский.
- Владимир (Стернюк)
- Владимир (Терентьев) (1872—1933) — игумен Русской православной церкви, исповедник.
- Владимир (Тихоницкий) (1873—1959) — епископ Константинопольской православной церкви.
- Владимир (Ужинский)
- Владимир (Филантропов)
- Владимир (Целищев)
- Владимир (Шикин)
- Владимир (Шимкович)
- Владимир (Юденич)